# Rinčetova Graba
Rinčetova Graba este o localitate din comuna Ljutomer, Slovenia, având o populație de 108 locuitori.